# کریستوفر رایلی
کریستوفر رایلی (انگلیسی: Christopher Riley؛ زادهٔ ۲۱ سپتامبر ۱۹۶۷) تهیه‌کننده فیلم، نویسنده، مجری و کارگردان اهل بریتانیا است. وی از سال ۱۹۹۵ میلادی تاکنون مشغول فعالیت بوده‌است.
کریستوفر دانش‌آموختهٔ رشتهٔ زمین‌شناسی و دارای مدرک دکترا در این رشته از امپریال کالج لندن است. وی مجری برنامه‌های اخترشناسی و سیاره‌شناسی و یکی از کارشناسان باتجربه و کارآزموده در ۲ مأموریت مؤسسه اخترزیست‌شناسی ناسا است. او خورشیدگرفتگی ۲۰ مرداد ۱۳۷۸، خورشیدگرفتگی ۲۱ ژوئن ۲۰۰۱ و خورشیدگرفتگی ۲۰ مارس ۲۰۱۵ را در بی‌بی‌سی نیوز تحت پوشش خبری قرار داد.
از فیلم‌ها یا مجموعه‌های تلویزیونی که وی در آن‌ها نقش داشته‌است، می‌توان به ادیسه فضایی، یک سنگ عجیب و دربه‌درها اشاره نمود.